# Werner von Bandemer
Werner Heinrich Friedrich von Bandemer (* 23. Dezember 1817; † 31. März 1895) war ein preußischer Rittergutsbesitzer und Politiker.
Er stammte aus der pommerschen uradligen Familie von Bandemer und war wie sein Vater Wilhelm von Bandemer-Weitenhagen (1789–1860) Besitzer des Rittergutes Gambin im Kreis Stolp. Seine Mutter war Wilhelmine von Hanstein (1793–1872). Die Schulzeit verbrachte Bandemer von 1831 bis 1836 auf der Ritterakademie zu Brandenburg. Die Militärzeit, zumeist bei einem Dragoner-Regiment, endete mit dem Dienstrang Rittmeister. Er gilt nach schriftlichen Überlieferungen als Jugendfreund Bismarcks. Von ihm soll auch der bekannte Ausdruck „Liebesmahl“ stammen. Die Gutsgeschäfte übernahm er bereits zu Lebzeiten seines Vaters.
Im Jahre 1867 wurde Bandemer auf Präsentation des alten und des befestigten Grundbesitzes im Landschaftsbezirk Herzogtum Wenden Mitglied des Preußischen Herrenhauses auf Lebenszeit. Im Herrenhaus stimmte Bandemer-Gambin auch gegen Bismarck, respektive er unterzeichnete sogar eine Deklaration gegen den Reichskanzler. Dennoch stand man weiterhin im gemeinsamen Schriftverkehr. 1882 war Bandemer Mitglied der I. Kommission für die Geschäftsordnung im Herrenhaus, zuletzt einfaches Mitglied.
Dem Johanniterorden trat er 1868 bei, wurde Ehrenritter und Mitglied er Pommerschen Genossenschaft.
Das 681 ha große Besitztum auf Gambim, Lehn,- und Rittergut, erbte sein gleichnamiger Neffe Werner von Bandemer aus der Familienlinie Weitenhagen stammend.